# Ecker Ferenc
Ecker Ferenc (Ecker Ferenc Károly, Újpest, 1896. november 6. – Budapest, 1978. február 12.) Kossuth-díjas mérnök, feltaláló, műszaki hivatalnok.

## Életpálya
Ecker Ferenc és Polk Ilona gyermekeként született, vallása római katolikus. Budapesten felsőfokú képesítést szerzett, majd hajógépésznek állt. 1923-tól műhelyfőnök, majd műszaki tisztviselő. 1937. szeptember 10-én Budapesten, Kőbányán házasságot kötött a nála 11 évvel fiatalabb, tatárszentgyörgyi születésű dr. Hornyák Julianna Irén kórházi segédorvossal, Hornyák István és Jóri Mária lányával. 1950-ben kidolgozta a Magnezitipari Tűzállóanyaggyár műszaki és technológiai terveit. Közreműködött az új gyárrész felépítésében, próbaüzemének beindításánál. A technológiai folyamat egyik fő egységét, a hidraulikus téglaprést is megtervezte.

### Találmányai
Munkatársaival új típusú bázikus tűzálló téglát és kemencefalazási eljárást dolgoztak ki, melyet 1961-ben szabadalmaztak. 

## Szakmai sikerek
Szakmai munkásságát a legmagasabb szinten elismerve, 1955-ben Kossuth-díjat kapott.